# Cave World
Cave World — третий студийный альбом шведской постпанк группы Viagra Boys, вышедший 8 июля 2022 года на лейбле YEAR0001. Он получил положительные отзывы музыкальных критиков и назван лучшим на тот момент в карьере коллектива.

## Об альбоме
Cave World был написан во время локдауна пандемии COVID-19, что послужило основой для большей части альбома, особенно для песен, в которых говорится о нерешительности в отношении вакцин COVID-19. На альбом также повлияли происхождение людей в эпоху палеолита (особенно пещерных людей), теории заговора, особенно теории заговора и дезинформация, связанные с пандемией COVID-19, и сторонники QAnon. Запись альбома проходила зимой 2021—22 года, во время перерыва в гастролях в поддержку предыдущего альбома Welfare Jazz.

## Композиция
Росс Хортон из The Line of Best Fit описал музыкальный стиль альбома как «пьянящее варево из панк-рока, пост-панка, кантри и новой волны, а их внешний вид — это сочетание угрозы нелицензированного швейцара и бездельника в спортивном костюме». Марк Тремблей описал альбом как слияние пост-панка и нью-рейва, а некоторые треки охарактеризовал как заход на электронику.

## Отзывы
| Совокупная оценка    | Совокупная оценка |
| Источник             | Оценка            |
| -------------------- | ----------------- |
| AnyDecentMusic?      | 8.1/10            |
| Metacritic           | 81/100            |
| Оценки критиков      |                   |
| Источник             | Оценка            |
| Clash                | 8/10              |
| Exclaim!             | 8/10              |
| Glide                | [ 10 ]            |
| Kerrang!             | [ 11 ]            |
| The Line of Best Fit | 9/10              |
| musicOMH             | [ 12 ]            |
| NME                  | [ 13 ]            |
| Pitchfork            | 6.2/10            |
| The Skinny           | [ 15 ]            |

После выхода Cave World получил высокую оценку музыкальных критиков. На сайте-агрегаторе рецензий Metacritic альбом Cave World имеет средний балл от критиков 81 из 100, что означает «всеобщее признание» по мнению семи критиков. На сайте AnyDecentMusic альбом Cave World имеет средний балл 8,1 из 10 по мнению десяти музыкальных критиков.
Алан Эштон-Смит из musicOMH поставил Cave World четыре с половиной звезды из пяти, назвав альбом лучшим в их карьере. Эштон-Смит описал Cave World как «умный, но развратный, глупый, но серьёзный, это лучший альбом в их карьере на данный момент». Росс Хортон, написавший для The Line of Best Fit, поставил Cave World оценку 9 из 10. Хортон сравнил альбом с работами Игги Попа и сказал, что альбом «в какой-то мере является их самым авантюрным. Если первый альбом (2018 года Street Worms) был идеальным, герметично закрытым воссозданием старых острых ощущений, а второй (2021 года Welfare Jazz) был экспансивным и расширенным восприятием того же исходного материала, то этот альбом черпает из нового колодца».
Иэн Уинвуд, написавший обзор для Kerrang!, поставил Cave World четыре звезды из пяти, сказав: «Cave World — это альбом, наполненный не только цветом и жизнью, но и чувством поразительной тревоги, которая находится где-то между глубоко сексуальным и глубоко зловещим». Уинвуд особо отметил композиции «Ain’t No Thief», «Return to Monke» и «Creepy Crawlers». Лавейя Томас из Clash высоко оценила инструментарий Cave World, особенно использование саксофона на протяжении всего альбома. Томас сказал, что Cave World «рисует рок-н-ролл через розовое затемнённое стекло — искажённый, деформированный и просто совершенно очаровательный». Томас сказал далее, что группа «построила свое признание на том, что они делают всё по-другому, создав армию поклонников из своих проектов, Viagra Boys вплели намёки на электронику, интенсивные всплески саксофона и злобный разговорный вокал в этот парящий новый альбом».
Пи Джей МакКормик в Pitchfork, предложил более смешанную рецензию на альбом, поставив ему 6,2 балла из 10. Сравнивая их работу со шведской группой The Hives, МакКормик похвалил продюсирование альбома, сказав, что "продюсирование альбома чище, чем у первых двух альбомов Viagra Boys, что выводит на первый план их всегдашний драйв. Взаимодействие ритм-секции, вокальных наслоений и случайных саксофонных разрывов устраняет некоторые слабые тексты, а бас-форвард альбома напоминает каталог рок-ориентированных продюсерских работ Danger Mouse (Parquet Courts Wide Awake, The Black Keys El Camino, Portugal. The Man Woodstock). Однако МакКормик критически отнёсся к критике альбома от альт-правых, в частности, сказав: «Как бы они ни старались обидеться, воплощая образ мышления интернет-тролля альт-правых, слабые моменты Cave World напоминают поздний ночной телевизионный монолог: беззубый, затрапезный и не особенно заинтересованный в убеждении непосвященных».

## Список композиций
| №                   | Название                               | Длительность |
| ------------------- | -------------------------------------- | ------------ |
| 1.                  | «Baby Criminal»                        | 4:39         |
| 2.                  | «Cave Hole»                            | 0:39         |
| 3.                  | «Troglodyte»                           | 3:19         |
| 4.                  | «Punk Rock Loser»                      | 3:57         |
| 5.                  | «Creepy Crawlers»                      | 3:09         |
| 6.                  | «The Cognitive Trade-Off Hypothesis»   | 3:55         |
| 7.                  | «Globe Earth»                          | 0:41         |
| 8.                  | «Ain't No Thief»                       | 3:59         |
| 9.                  | «Big Boy» (featuring Jason Williamson) | 5:30         |
| 10.                 | «ADD»                                  | 3:37         |
| 11.                 | «Human Error»                          | 0:29         |
| 12.                 | «Return to Monke»                      | 6:28         |
| Общая длительность: | Общая длительность:                    | 40:22        |

## Позиции в чартах
| Чарт (2022)                                  | Высшая позиция |
| -------------------------------------------- | -------------- |
| Бельгия/Фландрия (Ultratop)                  | 36             |
| Бельгия/Валлония (Ultratop)                  | 198            |
| Нидерланды (Album Top 100)                   | 86             |
| Финляндия (Suomen virallinen lista)          | 8              |
| Германия (Offizielle Top 100)                | 28             |
| Шотландия (Scottish Albums Chart)            | 7              |
| Швеция (Sverigetopplistan)                   | 17             |
| Швейцария (Schweizer Hitparade)              | 73             |
| Великобритания (UK Albums Chart)             | 57             |
| Великобритания (UK Independent Albums Chart) | 2              |